# Mimosín
Mimosín (originalmente en inglés Snuggle) es una marca de suavizante de ropa introducida en Reino Unido en 1969. La marca fue lanzada en 1983 por Unilever en los Estados Unidos y Canadá.  
En septiembre de 2008, Vestar Capital Partners adquirió el negocio de lavandería de América del Norte (Estados Unidos, Canadá y Puerto Rico) de Unilever, que incluía las marcas Snuggle, Wisk, All, Surf y Sunlight . Los antiguos negocios de Unilever se combinaron con Huish Detergents, Inc. para formar The Sun Products Corporation.
El 24 de junio de 2016, Henkel Consumer Goods Inc., una subsidiaria de Henkel AG & Co. KGaA ("Henkel") firmó un acuerdo definitivo para adquirir The Sun Products Corporation. La transacción fue valorada en $ 3.5 mil millones.

## Variantes internacionales
| País               | Denominación                           |
| ------------------ | -------------------------------------- |
| Austria            | Kuschelweich                           |
| Bélgica            | Robijn                                 |
| Brasil             | Fofo                                   |
| China              | en chino, 熊寶貝; pinyin, Xióng bǎobèi |
| Croacia            | Coccolino/Kuschelweich                 |
| Dinamarca          | Snuggle                                |
| Francia            | Cajoline                               |
| Alemania           | Kuschelweich                           |
| Japón              | ファーファ (Fāfa?)                     |
| Grecia             | Cajoline                               |
| Italia             | Coccolino                              |
| Países Bajos       | Robijn                                 |
| Eslovaquia         | Coccolino                              |
| España             | Mimosín                                |
| Estados Unidos     | Snuggle                                |
| República de China | en chino, 熊寶貝; pinyin, Xióng bǎobèi |
| Turquía            | Yumoş                                  |
| Hungría            | Coccolino                              |

## Mascota

Dos peluches de Mimosín, de 1985 y 2012.

Desde 1983 el osito de Mimosín ha sido la mascota de la línea de suavizante. La marioneta, creada por Kermit Love, fue protagonista de los anuncios del producto. Además fue promocionado en forma de peluche que se regalaba junto al producto.

### Retirada de productos
En 2001, 150 000 peluches de Mimosín incluidos con las ventas del producto fueron retirados del mercado porque el pompón de sus gorros nocturnos podría desprenderse y representar un peligro de asfixia para bebés y niños pequeños.
En 2002, 4 millones de osos de peluche distribuidos con el suavizante de telas fueron retirados del mercado cuando también se determinó que representaban un peligro de asfixia para los niños pequeños, porque los ojos y la nariz podrían desprenderse.